# 東方神起
東方神起（とうほうしんき、朝: 동방신기、簡: 东方神起、繁: 東方神起）は、ユンホとチャンミンの2人からなる韓国の男性ボーカルユニット 。2003年に結成され、2004年に韓国で「アカペラ・ダンスグループ」 でデビューし、2005年に日本デビュー。2010年までは5人組ボーカルグループで活動していたが、2009年7月メンバーのうちジェジュン、ジュンス、ユチョンの3人が所属事務所に対する専属契約効力停止の訴訟を起こし、5人での活動が廃止され、翌2011年1月より2人での活動を開始。公式グローバル・ファンクラブの名前は「Cassiopeia」（カシオペア）で、これとは別に日本には「Bigeast」（ビギスト）という公式ファンクラブもある。

## 概要
グループ名は「東方の神が起きる」という意味で名付けられたものであり、漢字の通用する中国、韓国、日本を中心に世界に広く知られるグループになるようにという思いが込められている。公式のラテン文字表記は「TVXQ!」（ティー・ブイ・エックス・キュー。TVXQ ）。これは「東方神起」の中国語読みをローマ字表記したつもりの「Tong Vfang Xien Qi」の頭字語から名付けられたものである。日本では、これに代わり日本語読みのローマ字表記「Tohoshinki」が使われている。
メンバーはコーラス、アカペラ、ダンスをこなし、全員がメインボーカルを担当できる形式を採っている。また、一部楽曲では作詞・作曲・編曲も手掛けている。スタイル的にはユ・ヨンジンが生み出した「SMミュージック・パフォーマンス」(SMP) を継承している。
公式グローバル・ファンクラブの名前は「Cassiopeia」（カシオペア）で、これとは別に日本には「Bigeast」（ビギスト）という公式ファンクラブもある。グループカラー（応援色、風船色）は「パールレッド」。

## メンバー
名前の表記と生年月日は、公式サイトの「PROFILE」に準拠。
| 名前                  | 生年月日              | 担当                         |
| --------------------- | --------------------- | ---------------------------- |
| ユンホ (ユノ)         | 1986年2月6日（39歳）  | リーダー、ローパート、ラップ |
| チャンミン (マックス) | 1988年2月18日（37歳） | ハイパート                   |

| 名前                  | 生年月日               | 担当                       |
| --------------------- | ---------------------- | -------------------------- |
| ジェジュン (ヒーロー) | 1986年1月26日（39歳）  | メインパート               |
| ジュンス (シア)       | 1986年12月15日（38歳） | ミドル・ハイパート         |
| ユチョン (ミッキー)   | 1986年6月4日（39歳）   | ミドル・ローパート、ラップ |

2010年に事務所を離籍したジェジュン、ユチョン、ジュンスの3名は、後にJYJとしての活動を開始した。

## 来歴

### 2003年：結成・デビュー
2003年、韓国大手芸能事務所のSMエンタテインメント（以下「SM」）が、それまで韓国アイドル界で一般的であった役割分担を廃し、メンバー全員がメイン・ボーカルを務められる「アカペラ・ダンス」という新たなスタイルのボーイバンドを企画。自社に所属する練習生の中から様々な組み合わせが検討された結果、それぞれソロや別グループでメインボーカルとしてデビューの準備を進めていたジュンス、ユンホ、チャンミン、ジェジュン、ユチョンの5人が選抜され、事務所では『ドリームチーム』（金英敏）と呼ばれるグループが誕生した。当時、SM内では中国本格進出の切り札として位置付けられていたことから、中国風の漢字4文字のグループ名と芸名が与えられ、同年12月26日にSBSの特別番組で初披露されたのち、翌2004年1月14日にシングル『HUG』でCDデビューを果たした。
デビューには総額80億ウォンに上る多額の投資がなされたが、このころの韓国歌謡界は1990年代後半から続いていた第1次アイドルブームが下火となり、ピなどソロ歌手が全盛を極めていたため、デビュー当初は活躍できる余地はないと見る向きが多かった。しかし、デビュー曲は『SBS人気歌謡』の「ミュティズンソング」に3週連続で選ばれ、同年末の主要音楽賞でも本賞や歌手賞を受賞するなど、予想を覆す活躍で瞬く間に同国のトップグループへと伸し上がった。彼らの成功が与えた影響は大きく、SS501など他のアイドルグループの結成を促す効果をもたらして、のちの韓国アイドル界再興の端緒をも開くこととなった。

### 2004年：海外進出
2004年3月に台湾で1stシングルのライセンス盤を発売したのを皮切りに海外進出を開始させ、同年11月にはグループ結成時からの目標であった中国進出の手始めとして、現地で中国限定の中国人メンバーを選抜するためのオーディション番組を製作することを発表した。同時期に40億ウォン を投じて日本での活動もスタートさせ、翌2005年4月にはSMの提携先であるエイベックスのレーベル「rhythm zone」から日本語曲「Stay With Me Tonight」で正式に日本デビューを果たした。日本ではアイドル色を薄めてアーティスト色を強めたイメージで売り出し、またJ-POP歌手として継続的に活動するため、当時日本でブームとなっていた韓流からは距離を置いて活動をした。

### 2005年〜2006年：グランドスラム達成
日本でのデビュー後、2005年9月に韓国で2集（2ndアルバム）『RISING SUN』を発表し、同月に蚕室総合運動場主競技場で5万人以上の観客を集めるショーケース・ライブを開催。その後、翌2006年2月にはソウル・オリンピック公園体操競技場でグループ初となる単独公演、同年5月から6月には日本で初めてとなるライブツアー、翌7月と9月にはマレーシアとタイで「ライジング・サン・ファースト・アジア・ツアー」と題した韓国国外では初となる大規模公演を成功させた。
タイ公演を終えると、すぐに韓国で3集『“O”-正・反・合』を発表。プロモーション中にユンホがファンを装った女から接着剤が入った飲料水を飲まされるという災難に見舞われたものの、同アルバムは年間1位となる30万枚超の売上を記録して、同年のゴールデンディスク賞で大賞を受賞した。また、このほかMKMFでは「今年の最高アーティスト賞」、ソウル歌謡大賞やSBS歌謡大典では大賞を受賞し、韓国の主要音楽賞を制覇する活躍を見せた。

### 2007年〜2008年：初のオリコン1位と韓国凱旋

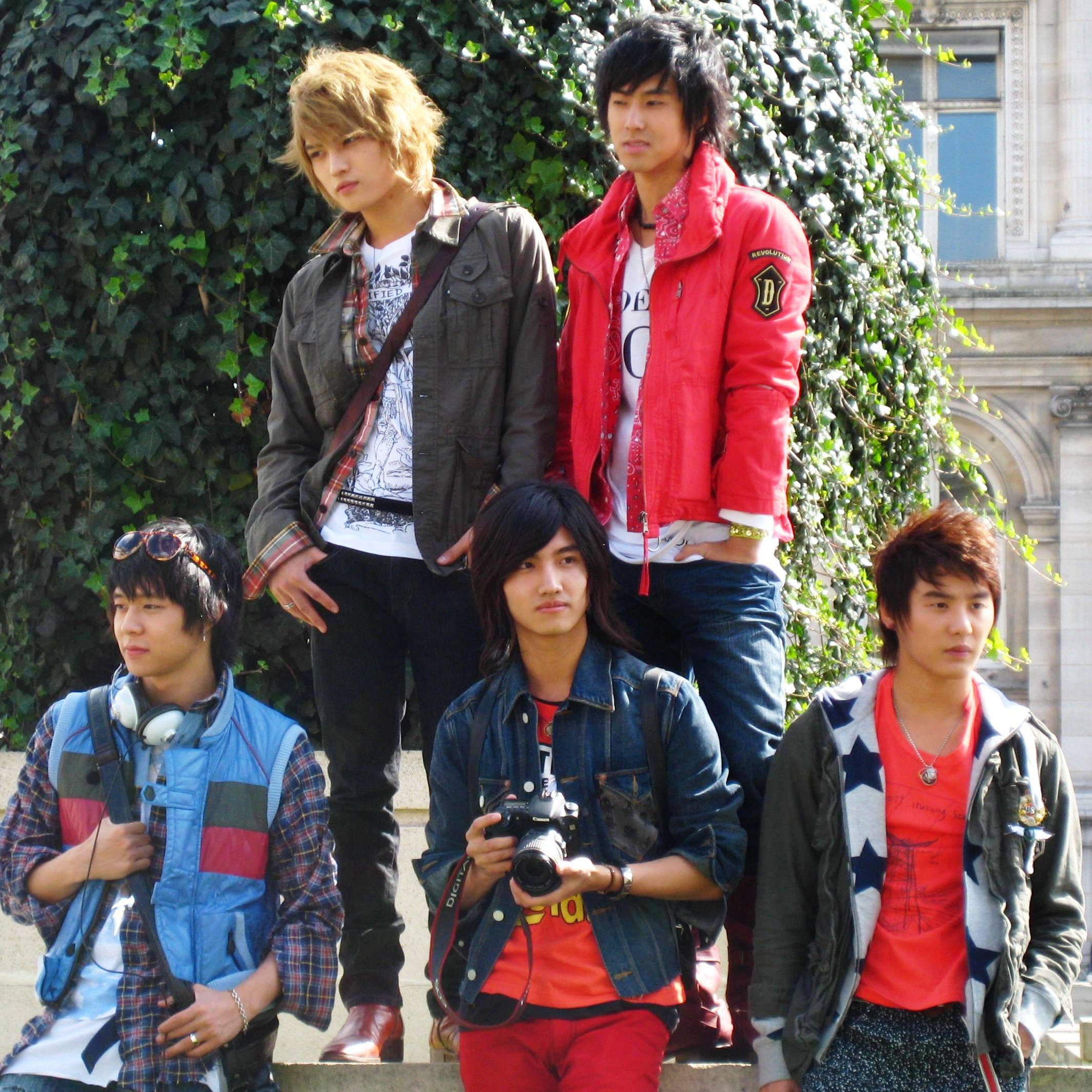
TVXQ in Paris, 2007

その間、中国への本格進出はメンバーの追加が先延ばしになる など事実上頓挫していたが、日本での活動は不祥事でジェジュンが一時活動を自粛するハプニングがあったものの 継続的に進められていた。しかし、歌える環境が整っていないステージに立たされるなど、デビュー後すぐにトップスターとなった韓国では経験してこなかった歌手としての地道な活動の連続に、メンバーらは戸惑いや苦々しさを感じていた。それでも、「とにかく日本で実績を残してから韓国に帰らなければ」との思いを抱きながら、その後も活動を進めた結果、徐々に知名度や人気が高まり、2007年6月には日本武道館での2日連続公演を成功させ、翌2008年1月にはシングル『Purple Line』で初めてオリコン週間シングルランキングの1位を獲得する などの成果を収めるようになっていった。
そして、自身初の日本でのアリーナツアー と前年からソウル、台湾、マレーシア、タイ、中国で断続的に行われていた2度目のアジアツアーを同年6月までに終えると、3か月後の9月には日本での成功を引っ提げて、韓国でのオリジナル・アルバムとしては2年ぶりとなる4集『MIROTIC』を発表し、史上初 となるソウル広場でのショーケース・ライブをもって韓国への本格復帰を果たした。かなりのブランクがあったことから復帰前はメンバー間に不安が広がっていたが、現地のトレンドに合わせるため、これまで東方神起の代名詞となっていた「SMミュージック・パフォーマンス」(SMP) の要素を弱め、より大衆性の強い楽曲で勝負を賭けた ことが功を奏してファン層が拡大し、本作4集は市場全体のフィジカル・セールスが落ち込むなか46万枚を売り上げて、自身2度目となるゴールデンディスク賞の大賞を獲得した。ジェジュンは、この成功を「国民的アイドルグループから生まれ変わったようだ」と評した。

### 2009年：ドーム公演の成功とソロ活動の開始
日本では、2008年末に自身初となる日本レコード大賞ノミネート（優秀作品賞受賞） とNHK紅白歌合戦出場 を果たすと、翌2009年3月には新たにバーニングパブリッシャーズのバックアップ を受けてアルバム『The Secret Code』をリリースし、東方神起の作品としては初めて日本レコード協会からプラチナ認定を受けるヒットへと導いた。その余勢を駆って、同年7月には韓国出身歌手としてはピやリュ・シウォンに続き3組目となる、デビュー以来の目標 であった東京ドーム公演を2日連続で開催し、これを成功させた。
その間、日本以外でも、日本での活動の合間を縫って2009年2月からソウル、タイ、中国を巡回するアジアツアーを開始した。このほか、2008年末にジェジュンが主演映画の撮影を行い、翌2009年7月にはユンホやチャンミンも韓国でテレビドラマへの主演が決まるなど、それまであまり見られなかったソロ活動にも本格的に挑戦し始めた。

### 2009年〜2010年：メンバーの分裂と活動休止
そんな中、ジュンス、ジェジュン、ユチョンの3人が急激に関係が悪化していたSMからの離脱を図るべく、2009年7月末、専属契約内の契約期間や収益配分に関する規定の不当性を訴えて、SMとの専属契約の効力停止を求める仮処分をソウル中央地方法院に申請。これにより、東方神起は突如、分裂の危機に立たされた。同裁判所は残る2人に対する信義とファンクラブ会員への公人としての責任を重んじるべきとして、和解を勧告した。3人側は「契約内容に画期的な変更があるならば可能性はある」としたが、SM側は「合意のもとで更新してきた契約」という立場を固守した為、調停に失敗。結局、同年10月に同裁判所は専属契約に公序良俗に反する規定があるとして一部を認容、専属契約の効力を一部停止して、SMとの契約は残るものの、本案訴訟が終結するまで3人のSM以外での芸能活動を認める仮処分を決定した。この直後、ユンホとチャンミンは東方神起を作り上げたSM以外で活動するつもりはないとして3人に復帰を呼び掛けたが、訴訟を取り下げることになるこの要求を3人は聞き入れることなくSMと決別し、同年11月から独自の活動を開始した。このため、グループ活動はアジアツアーが中止になるなどエイベックスの管理下にある日本を除いて休止状態に陥った。
分裂した訴訟組、残留組双方の関係がその後悪化している旨、日本側所属事務所社長からのTwitter情報等を基に報道がなされたが、3人側が本案訴訟を提起しなかったため事態に進展が見られず、2010年に入ると日本でも作品がリリースされるのみでグループとしての活動は行われなくなった。そして、2010年4月3日、エイベックス側が日本でのグループ活動休止を発表し、これをもって東方神起は活動全面休止に至った。

### 2011年〜2015年：2人での活動再開とその後
その後、エイベックスと独自に契約を結んで新ユニット「JUNSU/JEJUNG/YUCHUN」を結成したジュンス、ジェジュン、ユチョンの3人とは対照的に、ユンホとチャンミンの2人はしばらくの間、揃って表舞台に立つことはなかった。しかし、3人の活動は新所属事務所の代表者の前科をエイベックス側がコンプライアンス上の問題と看做し始めるに当たり、2010年9月に休止。また翌10月にグループ「JYJ」として正式に韓国での活動を始める など事務所への復帰の可能性が見えない状況が続いたことから、同年11月、SMは5人での活動を断念し、ユンホとチャンミンだけで東方神起の活動を再開することを表明。同時に、一旦訴訟組に付いていたエイベックスもSMとの関係を再構築し、2人となった東方神起の日本での活動を支援することを明らかにした。そして2011年1月、東方神起は、韓国で「SMミュージック・パフォーマンス」(SMP) に回帰した歌をタイトル曲にした5集『Keep Your Head Down』を、また日本で同タイトル曲の日本語版シングル『Why? (Keep Your Head Down)』 を発表し、新たな活動を開始した。この2人だけで東方神起の名を使うという状況に対して、JYJの3人は事務所を離れたとはいえ我々もまだ東方神起であるとして遺憾を表している。加えて、ユンホとチャンミンは、分裂の原因であるJYJとSMの対立が解消されるまで、サイクルの早い韓国ではすでに忘れられつつあるグループを誰かが守らなければならないと、2人での活動再開の事情を説明した。
2013年12月、デビュー10周年を記念して「Time Slip」というタイトルに合わせて、2人は東方神起のこれまでの活動をファンと振り返りながら10周年記念コンサートを行った。デビュー曲「HUG」から「Catch Me」などヒット曲をはじめ、日本でリリースした曲、季節感のあるキャロルなど多彩なステージを披露し、ファンへ感謝の気持ちとさらなる活動への期待を伝えた。
2014年12月、「TVXQ! SPECIAL LIVE TOUR -T1ST0RY-」を開催。公演タイトルの「T1ST0RY」は東方神起の歴史を網羅する意味で、“東方神起(TVXQ!)”と“HISTORY”、デビュー10周年を意味する数字を組み合わせて造られた言葉である。ソウル公演を皮切りに同ツアーをスタートさせた後、翌15年2月から日本でも兵役前最後となるライブツアーを行った。2015年6月14日にライブツアー「T1ST0RY」のアンコール・コンサート「T1ST0RY - &...!」をソウルにて行ったのを最後に、2人の兵役義務のため東方神起の活動は事実上休止となった。

### 2017年〜2018年：除隊、そして再始動へ
2017年4月にユンホが除隊、続いてチャンミンも8月に除隊。約2年に及ぶ兵役を終了した2人は、2017年8月21・22日の2日間でソウル・東京・香港をまわる『東方神起 ASIA PRESS TOUR』を行って今後の大まかな活動予定について発表。これを機にグループとしての活動を再開した。
その後、9月下旬にユンホとチャンミンそれぞれのソロ曲を韓国でリリース。9月30日からは除隊後初のライブイベント『TVXQ! Special Comeback Live - YouR PresenT』を開催して、韓国と中国のファンと再会を果たした。
以降は日本での活動に専念。10月25日に自身4枚目、2人体制では初となるベスト・アルバム『FINE COLLECTION 〜Begin Again〜』を発売し、11月から翌年の1月まで日本全国5大ドームを廻る『TOHOSHINKI LIVE TOUR 2017 ~Begin Again~』を開催して日本のファンとも再開を果たした。
日本でのツアーが終わると、2018年3月28日に8集『NEW CHAPTER #1 : THE CHANCE OF LOVE』を発表して韓国歌謡界にカムバックした。活動休止をしていた東方神起にとって、今回が約4年ぶりとなる本格的なカムバックであった。アルバムはHANTEOチャート、シンナラレイコードなど韓国国内のアルバムチャート日間1位を獲得し、iTunes総合アルバムチャートでも全世界13地域で1位となった。さらにガオンチャートでも週間1位を獲得して国内外に"王の帰還"を知らせた。5月から8月にかけてこのアルバムを引っさげて、約3年ぶりとなるアジアツアー『TVXQ! CONCERT -CIRCLE- #welcome』を行った。

### 2018年〜2019年：デビュー15周年
2018年6月8〜10日にかけて、自身2度目となる日産スタジアムでの公演を行った。同公演は2017年に開催された日本5大ドームツアーのスペシャル・エディションとして行われ、3日間で22万人を動員した。同会場での3日間の公演はアーティスト史上初である。
その後はアジアツアーを行いながらも日本での新たな活動の準備を行い、9月19日には再始動後初のオリジナル・アルバム『TOMORROW』を発売。その一週間後から10会場33公演の日本全国アリーナ&東阪ドームツアー『TOHOSHINKI LIVE TOUR 2018 〜TOMORROW〜』 を開催した。
2018年12月26日、デビュー15周年を迎える。韓国で記念アルバム『NEW CHAPTER #2 : THE TRUTH OF LOVE』を発売し、さらにその当日に高麗大学の化汀体育館においてデビュー15周年記念ファンミーティング『TVXQ! Special Day 'The Truth of Love'』を開いて、ファンと貴重な時間を共有した。2019年3月から7月までアジアツアーの追加公演を行った他、ソロ活動も活発化。ユンホは韓国では初となるミニ・アルバムを発売し、チャンミンはバラエティ番組に複数出演するなど、2019年上半期は韓国をメインに活動を展開した。
2019年下半期は日本での本格的な活動を予定。7月末にはおよそ8カ月ぶりとなるシングルが発売され、11月から日本5大ドームツアーが始まることが現時点で決定している。

## 日本での活動
2004年11月25日に来日記念のシングル『HUG』とアルバム『TRI-ANGLE』を発売。その後、2005年4月27日にシングル『Stay With Me Tonight』で日本での本格的に日本進出を果たす。この年のオリコン年間ランキング（アーティスト・トータル・セールス部門）の順位は525位。そこから、日本中心の活動を展開した2007年春から2008年前半の間 に知名度を上昇させて、デビューから4年後の2009年には同ランキング3位にまで登りつめた。
初めてオリコンチャートで1位を獲得したのは、2008年1月発売の16thシングル『Purple Line』。その後、通算8作が1位を獲得している。このうち、「どうして君を好きになってしまったんだろう?」はオリコン1位のほか、2008年度USEN年間リクエストランキング1位、第50回日本レコード大賞優秀作品賞を獲得、同曲で『第59回NHK紅白歌合戦』に初出場し、翌2009年には着うたフルの有料配信でゴールド認定（同年4月度）を受けるなど息が長い楽曲となった。2009年には「Stand by U」で第51回日本レコード大賞優秀作品賞を受賞、『第60回NHK紅白歌合戦』で披露。
単独ライブツアーは2006年のライブハウス規模のツアーが最初で、2007年には追加日本武道館公演を含むホールツアー、2008年にはアリーナツアー、2009年にはアリーナツアーと東京ドーム公演を行った。「a-nation」などの音楽イベントにも毎年複数参加。ファンとの交流は、主に公式ファンクラブ「Bigeast」のイベントで行われた。
マスメディアのレギュラー出演は早く、デビュー直前の2005年3月には深夜テレビ番組の一コーナーを担当。その後、日本中心の活動展開をし始めた2007年2月に初めてゴールデンタイムのテレビ番組に出演し、同年4月には初となるラジオの冠番組『東方神起 Bigeastation』がスタート、2009年12月まで継続する。
このほか、2008年4月から1年間、テーマパーク「ユニバーサル・スタジオ・ジャパン」のアジア親善大使を務めた。
2010年4月に活動を休止が発表され、直後にジュンス、ジェジュン、ユチョンによるユニット「JUNSU/JEJUNG/YUCHUN」（後のJYJ）の結成が発表された。これにより、東方神起の5人全員が揃った最後の表舞台は、2010年1月1日の未明に生放送された『CDTVスペシャル! 年越しプレミアライブ2009→2010』 となった。
2011年1月5日に、2人での活動再開の5集アルバムを韓国で発売したのち、1月26日にアルバム表題曲の日本語盤シングル『Why? (Keep Your Head Down)』を発売し、日本での活動も再開した。2011年9月には、2人になってから初めてのオリジナル・アルバム『TONE』を発表する。「Why? (Keep Your Head Down)」で第53回日本レコード大賞優秀作品賞を受賞、『第62回NHK紅白歌合戦』で同曲を披露。
2012年、35thシングル『ANDROID』がオリコン週間シングルランキングで1位を獲得し、シングル全作の売り上げは301万4000枚となり、米国の兄妹デュオ・カーペンターズが持っていた海外グループの総売上枚数300万2000枚を10年10カ月ぶりに更新し、歴代1位になった。また、2013年現在、36thシングル『Catch Me -If you wanna-』で、シングル通算12作目首位となり、海外歌手「シングル首位獲得数」の記録を更新し続けている。
2013年のライブ観客動員数は2位（89万人）となっており、5大ドームツアーと横浜国際総合競技場でのコンサートを成功させ、海外アーティスト最多動員数の記録を塗り替えた。
2015年4月2日、東京ドームでのライブツアー「WITH」最終公演において、今公演をもち、母国での兵役義務のため活動を休止する事を発表。
2017年8月23日、約2年間の兵役義務を終え、活動の再開を発表する旨を事務所ならびに都内の記者会見を通じて発表をした。同年11月より札幌ドームを皮切りに史上初の3度目となる5大ドームツアーの開催及び、2011年以降にリリースされた楽曲全40曲を収録したベストアルバム『FINE COLLECTION 〜Begin Again〜』を10月25日にリリースした。
2018年4月3日に、YouTubeにおいて所属事務所SMエンタテインメントは「Love Line」のミュージックビデオを公開したが、映像中（ CG 部分）の世界地図から日本列島だけが削除されていることが発覚した。　同日にSMエンタテインメントは、このミュージックビデオのCG制作を担当した制作会社FantasyLabのCG編集過程に問題があったことを確認した旨と、事前確認の不備を含めた謝罪声明を発表し、該当ビデオを削除したうえで正しい世界地図が表示されるビデオに同日中に差し替えた。
2018年6月8日〜6月10日、5大ドームツアーの追加公演として横浜国際総合競技場でアーティスト史上初の3日連続公演を開催。同所での公演は5年ぶり2度目で22万人を動員し、ツアー総動員数は海外アーティスト史上最多の約100万人を達成した。この最終日に、9月からアリーナ&東阪ドームツアーを行うことを発表。
2017年の再始動後初のオリジナル・アルバム『TOMORROW』を引っさげて全ヶ所24公演のアリーナツアー&東京ドーム4公演、京セラドーム大阪5公演の全33公演の「東方神起 LIVE TOUR 2018 〜TOMORROW〜」を2018年9月〜2019年1月にかけて開催。
2018年12月に日経エンタテインメント!が発表した「2018年コンサート動員力ランキング」で、全アーティストの中でB'z、2018年引退した安室奈美恵を抑え、48公演128万人動員で1位を獲得した。

## ファンクラブ
本国韓国には「カシオペア」（Cassiopeia）、日本には「Bigeast」（ビギスト）と2つ公式ファンクラブがある。このほか、韓国には「ファンカフェ」と呼ばれる会員制ファンサイトが複数存在し、このうちポータルサイトのダウムにあるファンカフェ「ユエルビ」（留愛婁緋）には2010年現在、約77万人の会員が参加している。
公式ファンクラブ「カシオペア」はSMエンタテインメントによる運営で、デビュー2年目の2005年には10万人超 の会員数を誇る規模となり、2006年には「オフィシャル・グローバル・ファンクラブ ‘カシオペア’」に衣替えして、韓国国外のファンにも開放された。しかし、2007年を最後に会員募集が行われなくなり、次第に「カシオペア」という言葉は東方神起のファンの総称（ファンネーム）として用いられるようになった。そのため、一般的に「カシオペア」の会員数として挙げられる「80万人」という数字には、公式ファンクラブの会員以外も含まれている。
この「カシオペア」には、「2008年に世界最多の会員数を持つファンクラブとしてギネスブックに掲載された」という前置きが付くことが多いが、実際はギネス世界記録の公式本である『ギネス・ワールド・レコーズ』の2008年度版や2009年度版（2008年初版発行）に「カシオペア」に関する情報は一切記載されていない。
もうひとつの公式ファンクラブ「Bigeast」はエイベックス・マーケティングが運営している(2018年4月からファンクラブサイトのシステム構築会社がSMエンタテインメントに変更された)。2006年に設立され、2010年の活動休止をもって一旦新規入会を停止したが、活動再開後の2011年8月から入会受付を再開した。

## ディスコグラフィ
| アルバム（韓国） 1. TRI-ANGLE (2004年) 2. RISING SUN (2005年) 3. “O”-正・反・合 (2006年) 4. MIROTIC (2008年) 5. Keep Your Head Down (2011年) 6. CATCH ME (2012年) 7. TENSE (2014年) 8. NEW CHAPTER #1 : THE CHANCE OF LOVE (2018年) 9. 20&2（2023年） | アルバム（日本） 1. Heart, Mind and Soul (2006年) 2. Five in the Black (2007年) 3. T (2008年) 4. The Secret Code (2009年) 5. TONE (2011年) 6. TIME (2013年) 7. TREE (2014年) 8. WITH (2014年) 9. TOMORROW (2018年) 10. XV (2019年) 11. ZONE (2024年) |

## コンサート活動

### 主なイベント

#### 日本
- 「J-WAVE MUSIC GARDEN」（2005年4月22日 六本木ヒルズアリーナ）日本初ライブ
- 日本デビュー記念GW全国名刺交換会 （2005年5月2 - 4・7・8日、福岡・名古屋・札幌・東京・大阪）
- 七夕イベント （2005年7月6日、東京タワー）
- 2nd SG記念アカペラ体験会 （2005年7月29 - 31日、名古屋・大阪・東京（3都市8公演））
- プレミアムライブ 東方神起 SPECIAL （2006年11月1日、東京・M-ON!）
- Bigeast 1ST FANCLUB EVENT （2006年11月11日、幕張メッセ）
- Rhythm Nation 2006 （2006年12月16・17日、代々木第一体育館）
- 東京ディズニーシー・クラブナイト （2007年1月28 - 30日）
- 神戸コレクション 2006 横浜 & 2007 SPRING SUMMER 神戸 （2006年3月5日、2007年3月3日）
- SOUL POWER TOKYO & なにわ SUMMIT 2007 （2007年7月30・31日、8月11日、日本武道館・万博記念公園）
- SOUND MARINA 2007 （2007年9月1日、広島港出島野外特設会場）
- 東京ガールズコレクション 2007 AUTUMN WINTER （2007年9月2日）
- Bigeast 2ND FANCLUB EVENT （2007年12月23・27日、インテックス大阪・幕張メッセ）
- a-nation powered by ウイダーinゼリー （2005年 - 2008年、味の素スタジアム他 06 - 08年は全公演）
- Bigeast 3RD FANCLUB EVENT （2009年1月18・20・21日、幕張メッセ・福岡国際センター・神戸ワールド記念ホール）
- MTV White Day Special Live with 東方神起 at USJ （2009年3月14日）
- 神宮外苑花火大会 ライブショー （2009年8月6日、国立競技場）
- a-nation powered by ウイダーinゼリー（2009年、長居陸上競技場他 4か所6公演）
- 東京伝説2011 （2011年5月 - さいたまスーパーアリーナ）[151]
- Seoul－Osaka Music of Heart 2011 FIGHTING JAPAN！ （2011年6月7日、京セラドーム）
- a-nation powered by ウイダーinゼリー（2011年、5か所7公演）
- Bigeast FANCLUB EVENT 2012 「THE MISSION」 （2012年6月30日と7月1・7・8日 - さいたまスーパーアリーナ、神戸ワールド記念ホール、2会場8公演。約10万人動員。）
- SMTOWN LIVE in TOKYO SPECIAL EDITION （2011年9月2〜4日、東京ドーム S.M.ENTERTAINMENT所属のアーティスト11組36名が登場。）[152]
- a-nation stadium fes.（2012年8月19日 - 大阪・長居陸上競技場(長居スタジアム)、2012年8月25日 - 東京・味の素スタジアム）[153]
- a-nation stadium fes. powered by ウイダーinゼリー （2013年8月25日 - 大阪・長居陸上競技場(長居スタジアム)、2013年8月31日 - 東京・味の素スタジアム）
- SMTOWN LIVE WORLD TOUR III in TOKYO SPECIAL EDITION （2013年10月26・27日 - 東京ドーム）
- Bigeast FANCLUB EVENT 2013 「THE MISSION II」 （2013年11月23・24・30日と12月1日 - さいたまスーパーアリーナ、神戸ワールド記念ホール、2会場8公演。約10万人動員。）
- a-nation stadium fes. 2014 （2014年8月30日 - 東京・味の素スタジアム、2日目のトリ）
- SMTOWN LIVE WORLD TOUR IV in TOKYO （2014年10月4・5日 - 東京ドーム）
- Bigeast FANCLUB EVENT 2014 「THE MISSION III 〜失われたコインを取り戻せ!!〜」 （2014年11月1・2・3・5・6日）

#### その他
- K-POP DREAM CONCERT 2007 （2007年）
- SMTown Live 2008 （ソウル・上海・バンコク）
- ドリームコンサート2008 （2008年）
- 2008命を愛する守護天使スーパー・トリプル・コンサート（2008年6月15日、ソウル・オリンピック競技場）
- SMTown LIVE WORLD TOUR （2010-2011年、ソウル・LA・上海・東京・パリ・ニューヨーク）
- ドリームコンサート2011 （2011年）
- 第32回勤労者歌謡祭（2011年4月7日、ソウル・汝矣島KBSホール）
- 「子供達に希望を」（2011年4月14日、ソウル）
- 「希望の分かち合い、愛 プラス」 （2011年4月16日、ソウル国立中央博物館）
- スーパーコンサートワンダフル済州（2011年4月24日、済州島漢拏体育館）
- K-POP CHARITY PART 2 in BANGKOK （2011年4月29日、タイ）
- 世界の公営TV（INPUT）総会お祝い音楽会（2011年5月11日、ソウル・汝矣島KBSホール）
- Gマーケットコンサート「StayG」（2011年7月8日、ソウル）
- The K showW（2011年7月9日、仁川松島コンベンシア）
- MUSIC BANK in TOKYO（2011年7月13日、東京ドーム）
- NewYork Korea Festival （2011年10月9日、ニュージャージー・Overpeck Park）
- 2011 K-POPミュージックフェスト in シドニー （2011年11月12日、ANZスタジアム）
- BILLBOARD K-POP MASTERS （2011年11月25・26日、ラスベガス・MGMグランドガーデン）
- TVXQ! Asia Fan Party 2011 （北京・シンガポール・上海・バンコク・台湾）
- 香港アジア・ポップ・ミュージック・フェスティバル（HKAMF2012）（2012年3月23日）
- MBC Korean Music Wave in BangKoK 2012 （2012年4月7日、タイ・ラジャマンガラ・ナショナルスタジアム）
- E-DA SUPER ASIA Music Festival （2012年4月28・29日、台湾・義大世界大草坪）
- ドリームコンサート2012 （2012年5月、ソウルW杯競技場）
- MUSIC BANK in 香港 （2012年6月23日、ワールドエキスポアリーナ）
- SMTown LIVE WORLD TOUR III （2012年、LA・東京・ソウル・ジャカルタ・バンコク・台湾・シンガポール）
- 新羅免税店ファンミーティング （2012年7月、ソウル）
- 第2回K-POPワールドフェスティバル2012 in 昌原 （2012年10月28日）
- 第49回大鐘賞映画祭-祝祭舞台 （2012年10月30日、汝矣島KBSホール）
- K-POPフェスティバル2012コンサートin Vietnam （2012年11月29日、ベトナム・ハノイミディンナショナルスタジアム）
- 中国四川省TV New Years Party「2013青春正能量跨年晩会」参加 （2012年12月）
- ポセイドンドラマK-POPコンサート （2013年2月14日、一山(イルサン)KINTEXホール）
- TVXQ CATCH ME TOUR GROBAL PACKAGE PARTY （2013年7月4日、LA）
- 东方神起 Official Fanclub Cassiopeia - 3rd - Fanmeeting （2013年10月5日）
- ドリームコンサート2013 （2013年10月6日）
- SMTown LIVE WORLD TOUR III （2013年10月19日、北京・オリンピック競技場）
- SMTOWN WEEK TVXQ！ Time Slip （2013年12月26・27日。2013年12月21〜29日に行われたSMTOWN WEEK CONCERT 2013の東方神起単独ライブ。デビュー10周年記念コンサート）[110][154][155][156]
- SMTOWN LIVE WORLD TOUR IV （2014年8月15日 - ソウル、10月18日 - 上海）[157]

## 出演

### ラジオ
- CHUMMY TRAIN （2006年10月 - 2007年3月、α-STATION） - 「東方神起★大作戦」に出演。
- 東方神起 Bigeastation （2007年4月 - 2009年12月、JFN系列） - グループ初の冠番組。

### テレビ

#### 音楽番組
- 音流〜On Ryu〜 （2005年3月 - 2006年3月、テレビ東京）
- M size （2006年4月 - 10月、MTVジャパン）- 月曜のみ。

#### バラエティ番組
- ピィース!（2006年4月 - 2007年3月、テレビ西日本） - 木曜（当初は月曜）のみ。「東方神起プロジェクト」に出演。

#### ドラマ
- サキ[158]（2013年3月）- カフェの利用客役

### NHK紅白歌合戦出場歴
| 年度/放送回                           | 回 | 曲目                                                    | 出演順 | 対戦相手             |
| ------------------------------------- | -- | ------------------------------------------------------- | ------ | -------------------- |
| 2008年（平成20年）/第59回             | 初 | Purple Line〜どうして君を 好きになってしまったんだろう? | 04/26  | 藤岡藤巻と大橋のぞみ |
| 2009年（平成21年）/第60回             | 2  | Stand by U                                              | 15/25  | Perfume              |
| 2011年（平成23年）/第62回             | 3  | Why? (Keep Your Head Down)                              | 15/25  | 倖田來未             |
| * 出演順は「出演順/出場者数」を表す。 |    |                                                         |        |                      |

### 映画
- 昴-スバル- （2009年）[159]
- TOHOSHINKI THE LIVE 2009 （2009年）
- 「TOHOSHINKI THE LIVE 〜a-naiton2006-2009〜 」(2010年)
- 「K-POP Dream Concert History '07-'09」（2010年）
- 「SMTOWN LIVE in TOKYO SPECIAL EDITION -3D-」（2011年）
- 「I AM. SMTOWN LIVE WORLD TOUR IN MADISON SQUARE GARDEN」（2012年）
- 「K−POP DREAM CONCERT 2011」（2012年）
- 「K-POP DREAM CONCERT 2012」（2013年）

### 雑誌連載
- Ray （2008年3月号 - 2010年3月号、主婦の友社、「東方神起のLOVE&BEAUTYレシピ」）

### CM

#### 韓国
- サムスン電子 yepp （2004年）
- SKネットワークス スマート （2004年）
- ヘテ製菓 マットンサン （2004年）
- SKテレコム ting （2004年）
- エアスケット（2005年）
- フィラコリア （2005年）
- サムスンテックウィン ケノックス （2006年）
- ジェネシス BBQチキン （2006年）
- スタイリッシュコレクション・ラモド （2006年）
- サムスン電子 エニーコール・ハプティック （2008年） - 少女時代と共演。
- ロッテ製菓 ソレイム （2008年）
- 韓国ペプシコーラ ペプシネックス （2011年）
- ナイキ
- ホテル新羅・新羅免税店 （2011年）
- MISSHA 化粧品 （2011年）
- MISSHA 化粧品 （2013年）
- 新羅免税店（2013年）

#### 日本
- 日本レコード協会 啓発CM「携帯音楽を守りたいキャンペーン」 （2008年）
- 大塚製薬 オロナミンCドリンク （2009年、「アカペラ神起篇」） - 上戸彩と共演。
- フレンテ Pinky （2009年、「SHINKI ITTEN」「White Breath」篇）
- そごう・西武 ミレニアムカード/クラブ・オンカード （2011年、「銀のクマの銀カード誕生。」篇）
- スカパーJSAT・スカパー! （2011年、「スカパー！×東方神起 近づいてくる篇」）
- セブンネットショッピング （2011年）
- セブン-イレブン・ジャパン （2011年）
- 江崎グリコ （2012年、「牧場しぼり」）
- ウエルネスジャパン 薬用メディカルシャイン （2012年、「メディカル社員」篇）
- 江崎グリコ （2013年、「牧場しぼり」食べるとサウンドロゴ 編）
- 江崎グリコ （2014年、「牧場しぼり」東方神起セレクト 編）

#### その他
- LG電子 LG M6100 （2006年、東南アジア）
- 楽天澳的利飲料 7% （2007年、中国）
- タイヤマハ 企業CM「YES! We are Different」 （2008年、タイ）
- ソウル特別市庁 観光広報CM「楽しさ無限大、ソウル」 （2009年、中国・日本など）

## 受賞歴
※大賞は太字※
| 年度   | 受賞内容 |
| ------ | --- |
| 2004年 | - 第15回ソウル歌謡大賞 - 新人賞 - 第15回ソウル歌謡大賞 - 本賞 - 第6回M.net KM MusicVideo Festival - 新人グループ部門・最優秀ミュージックビデオ賞[Hug] - 第21回Korea Best Dresser Awards - 白鳥賞(歌手部門) - ソウル外信記者クラブ - 外信広報賞 - 第11回大韓民国芸能芸術賞 - 新世代グループ歌手賞 - SBS歌謡大典 - 本賞 - KBS歌謡大賞 - 今年の歌手賞 - MBC10代の歌手歌謡祭 - 10代歌手賞 |
| 2005年 | - Melon Music Awards - 今年のアーティスト賞 - Melon Music Awards - 今年のミュージックビデオ賞 - 第7回M.net KM MusicVideo FestivalMelon Music Awards - モバイル人気賞[Rising Sun] - 第7回M.net KM MusicVideo FestivalMelon Music Awards - 最高の人気ミュージックビデオ賞[Rising Sun] - KBS歌謡大賞 - 今年の歌手賞 - SBS歌謡大典 - 本賞 - SBS歌謡大典 - 最高人気賞 - 2005中国詩エンターテインメント選定 - 10代アジアレコード賞 |
| 2006年 | - 第5回タイチャンネルVアジアミュージックビデオアワード - アジア最高人気アーティスト賞（タイ） - 第5回タイチャンネルVアジアミュージックビデオアワード - インターナショナル最高人気MV賞（タイ） - 第3回Asia Song Festival - 功労賞 - 第3回Asia Song Festival - 大韓民国代表歌手賞 - Virgin Hitz awards 2006 - アジア最高のアーティスト賞（タイ） - 第51回アジア太平洋映画祭 - ゴールドディスク賞（台湾） - 2006 Mnet Km Music Festival - グループ部門 - 2006 Mnet Km Music Festival - モバイル人気賞 - 2006 Mnet Km Music Festival - Mnet.com賞 - 2006 Mnet Km Music Festival - 今年のアーティスト賞 - 第17回ソウル歌謡大賞 - モバイル人気賞 - 第17回ソウル歌謡大賞 - 本賞 - 第17回ソウル歌謡大賞 - 大賞 - 第21回ゴールデンディスク賞 - 本賞 - 第21回ゴールデンディスク賞 - 大賞 - SBS歌謡大典 - 本賞 - SBS歌謡大典 - 大賞 |
| 2007年 | - MTV Video Music Awards Japan 2007 - Best Buzz ASIA from Korea賞（日本） - 第14回大韓民国芸能芸受賞 - 海外人気賞 - 第40回日本有線大賞 - 有線注目曲 - ベストヒット歌謡祭 2007 - ゴールドアーティスト賞（日本） - 第2回 SEED Awards 音楽授賞式 - アジア最高人気賞（タイ） - 2007 韓国モバイル放送 モバイル 芸能大賞 - 最高グループ賞 |
| 2008年 | - 第5回Asia Song Festival - アジア最高歌手賞 - 第15回韓国芸能芸術賞 - 男性ダンス歌手賞 - Melon Music Awards - 今年のアーティスト賞 - Melon Music Awards - 今年のミュージックビデオ賞 - 第26回ゴールデンディスク賞 - 音盤部門 本賞 - 2008 Mnet KM Music Festival - 海外視聴者賞 - 2008 Mnet KM Music Festival - オークションネチズン人気賞 - 2008 Mnet KM Music Festival - オークションスタイル賞 - 2008 Mnet KM Music Festival - モバイル人気賞 - 2008 Mnet KM Music Festival - 今年のアルバム賞 - ベストヒット歌謡祭 2008 - ゴールドアーティスト賞（日本） - 第50回日本レコード大賞 - 優秀作品賞「どうして君を好きになってしまったんだろう?」 - 第23回ゴールデンディスク賞 - YEPP人気賞 - 第23回ゴールデンディスク賞 - ディスク本賞 - 第23回ゴールデンディスク賞 - 大賞 - 第16回大韓民国文化芸能大賞 - 男性ダンス歌手賞 - 第16回大韓民国文化芸能大賞 - 新世代歌謡部門 10代歌手賞 - 第16回大韓民国文化芸能大賞 - 新世代歌謡部門 大賞 - 第17回韓国芸能製作者協会 定期総会 - 文化体育観光部長官表彰 - 韓国在京新聞主催 [2008、今年のスターTOP 5] 1位 - KBSミュージックバンク年末決算 [K-Chart統合] - MVP |
| 2009年 | - 第18回ソウル歌謡大賞 - 本賞 - 第18回ソウル歌謡大賞 - モバイル人気賞 - MTV Best Awards - 2008 最高の歌手選定 - スポーツ朝鮮ドットコム主催 [第1回Idol Awards]1位 - 2009 タイチャンネルVミュージックビデオアワード - アジア人気アーティスト賞（タイ） - 2009 Mnet Asian Music Awards - Best Asia Star賞 - ベストヒット歌謡祭 2009 - ゴールドアーティスト賞（日本） - 第51回日本レコード大賞 - 優秀作品賞「Stand by U」（日本） - 第1回Melon Music Awards - 人気スター賞 - 第1回Melon Music Awards - マニア賞 |
| 2010年 | - 第54回日本ゴールデンディスク大賞 - The Best MusicVideo賞（日本） - MTV World Stage Video Music Awards Japan - Best Group Video賞 [Share the World]（日本） - 第19回韓国芸能製作者協会 定期総会 - 文化体育観光部長官表彰 |
| 2011年 | - 第25回日本ゴールデンディスク大賞 - The Best Album賞（日本） - 第25回日本ゴールデンディスク大賞 - The Best MusicVideo賞（日本） - 第53回日本レコード大賞 - 優秀作品賞「Why? (Keep Your Head Down)」 - 第38回《韓国放送大賞》歌手賞 - 2011 SBS MTV Best Of The Best - Artist of the Year[どうしてKeep Your Head Down] - 日本のオリコン選定 - [2011最高の活躍したK-POPスター]1位（日本） - インターネット音楽祭 - 娯楽TV賞「Why? (Keep Your Head Down)」（日本） |
| 2012年 | - 第26回日本ゴールドディスク大賞 - Best 3 Album賞（日本） - 第1回ガオンチャートK-POPアワード - 今年の歌手賞アルバム部門1四半期 - ビルボードJapan Music Awards 2011 - 最優秀ポップ・アーティスト賞 |
| 2013年 | - 2012 allkpop awards - Best Music Video賞「Catch Me」 - 第8回アジアモデル賞授賞式 - アジアスター賞 - 第1回ガオンチャートK-POPアワード - 今年の歌手賞アルバム部門4四半期『Catch Me』 - 《韓流10周年大賞》男性グループ部門グランプリ - Korean Entertainment 10th Anniversary Awards in Japan - ミュージック大賞 男性グループ第1位（日本） |
| 2014年 | - 第28回日本ゴールドディスク大賞 - アジアBest Asian Artist賞（日本） - 第28回日本ゴールドディスク大賞 - アジアAlbum of the Year『TIME』（日本） - 第28回日本ゴールドディスク大賞 - アジアBest 3 Albums『TIME』（日本） - 第28回日本ゴールドディスク大賞 - アジアSong of the Year by Download「Catch Me -If you wanna-」（日本） - 第28回日本ゴールドディスク大賞 - アジアBest Music Videos『東方神起 LIVE TOUR 2013 〜TIME〜』（日本） |
| 2015年 | - 第29回日本ゴールドディスク大賞 - アジアBest Asian Artist賞（日本） - 第29回日本ゴールドディスク大賞 - アジアAlbum of the Year『TREE』 - 第29回日本ゴールドディスク大賞 - アジアBest 3 Albums『WITH』 - 第29回日本ゴールドディスク大賞 - アジアBest 3 Albums『TREE』 - 第29回日本ゴールドディスク大賞 - アジアBest Music Videos『東方神起 LIVE TOUR 2014 〜TREE〜』 |
| 2016年 | - 第30回日本ゴールドディスク大賞 - アジアBest Asian Artist - 第30回日本ゴールドディスク大賞 - アジアBest Music Videos「東方神起 LIVE TOUR 2015 〜WITH〜」 |
| 2020年 | - 第7回イーデイリー文化大賞 - コンサート部分 最優秀賞 |